# Sultanat del Darfur
El Sultanat del Darfur (segle XV-1916) fou un estat musulmà que va existir entre 1449 i 1916 a la regió avui coneguda com a Darfur, basat principalment amb l'ètnia fur. Fou sultanat a partir del sobirà Sulayman Solong, suposat introductor de l'islam al segle xvii.

## Història
Els primers documentats a la zona són el poble tundjur, dirigits per un descendent del mític Ahmad al-Makur (Ahmad el coix), un suposat àrab de l'Ifríqiya d'origen hilalià o abbàssida (a vegades és presentat com el representant de la unió, per matrimoni, de tundjurs i furs). Un fill o descendent, Dali (o Dalil Bahr), fou el legislador i organitzador de l'estat dels fur, que van dominar als tundjur.
A principis de segle xvii el fur es va independitzar de Kanemi es va fundar una dinastia (els Kayra) sorgida de la tribu fur dels kundjara. El sobirà Sulayman Solong va establir l'islam, amb títol de sultà, al voltant del 1640.
Dels primers sultans se'n sap molt poc. Ahmad Bakr fou pare de nombrosos fills dels que cinc foren sultans. En aquest temps al segle xvii es van produir guerres amb el sultanat d'Ouadai, fins que Tayrab a la meitat del segle xviii va fer la pau amb el sultà rival, de nom Djawda, poc després de pujar al tron (vers 1757). Umar Lele (vers 1732-1739) i Abu l-Kasim (vers 1739-1756) havien mort probablement en aquestes guerres en que generalment Ouadai en va sortir triomfant.
Tayrab fou un sultà amant del luxe i pacífic, però va acabar el regnat al mig d'una guerra contra Hashim, sultà de la dinastia dels musabbawi de Kordofan, que havia atacat la frontera oriental. Al-Tunisi suggereix que aquest atac no fou la causa real de la guerra sinó que Tayrab volia assegurar el tron al seu fill Ishak en perjudici dels fills d'Ahmad Bakr que encara vivien. Ishak va agafar el títol de Khalifa (successor) i va assolir la regència a la capital, mentre el seu pare i els ministres anaven a la frontera oriental a fer la guerra. Kordofan fou ocupat pels fur i Hashim va haver de fugir al sultanat Funj de Sinnar, Tayrab va morir a Bara, al Kordofan, segons es diu enverinat pels notables fur que l'acompanyaven. Ishak va haver d'enfrontar als fills d'Ahmad Bakr que finalment van imposar al seu candidat Abd al-Rahman al-Rashid, jove i pietós, proclamat per l'eunuc Muhammad Kurra, servidor de l'anterior sultà, que va esdevenir el ministre principal. Kurra va dirigir una expedició a Kordofan que va governar durant uns anys. L'emigració dels nubians del nord va afavorir el desenvolupament del comerç i la religió; el 1793-1796 el viatger britànic W. G. Borwne va ser al país. El sultà va mantenir contactes amb Napoleó Bonaparte (1799); un cap militar mameluc que s'havia refugiat al Darfur, fou acollir pel sultà encara que després fou executat per participar en un complot.
Muhammad Kurra fou el que va proclamar també al nou sultà, Muhammad Fadl, fill d'al-Rashid, probablement vers el 1800 o 1801. El nou sultà i el ministre principal no es van entendre bé i finalment Kurra fou executat l'octubre o novembre del 1804. El sultà d'Ouadai, Muhammad Abd al-Karin Sabun, va atacar cap a Darfur vers el 1810, va devastar l'estat vassall de Dar Tama que fou sotmès a tribut. Però a la mort de Sabun (1813) el sultà Muhammad Fadl va aconseguir portar al tron d'Ouadai a un germà, Muhammad Busata ibn Abd al-Karim amb el qual va fer la pau, encara que no va poder conservar el protectorat. Durant el regnat de Fadl (vers 1800-1839), Muhàmmad Alí Paixà d'Egipte va enviar una expedició dirigida pel seu gendre el daftardar Muhammad Bey Khusraw, que va derrotar el virrei furawi de Kordofan, el makdum Musallim, a Bara (1821) i va ocupar aquesta província, però no va poder ocupar el Darfur a causa d'una revolta que va esclatar a la vall del Nil. També van causar problemes els bakkara i els rizaykat.
Muhammad Husayn, que va succeir al seu pare el 1839, es va haver d'enfrontar al pretendent Muhammad Abu Madyan ibn Abd al-Rahman. D'altra banda Muhammad Ali d'Egipte reclamava el Darfur que li havia estat concedit per un firman del sultà otomà el 13 de febrer de 1841, i va donar suport al pretendent, preparant fins i tot una expedició militar, però a la mort del hukumdar del Sudan Egipci, Ahmad Pasha Abu Widan (setembre/octubre de 1843) el projecte militar es va abandonar. Més tard Muhammad Husayn va tenir bones relacions amb els nous virreis d'Egipte Said i Ibrahim. Al final del seu regnat Muhammad Husayn ja no estava capacitat pel govern i els afers foren dirigits per la seva germana, la iya basi Zamzam.
A la mort de Muhammad Husayn el va succeir el seu fill Ibrahim, que es va veure portat a la guerra contra els rizaykat i contra el sultà mercader Zubayr Rahma Mansur senyor de Bahr al-Ghazal occidental. Zubayr va envair Darfur des del sud, aliat al kukumdar egipci de Kordofan Ismail Pasha Ayyub que va enviar un exèrcit des de l'est. Ibrahim va morir en la batalla de Manawashi (24 d'octubre de 1874) i el país fou annexionat al Sudan Egipci com a província (mudiriyya) amb Hassan Bey Hilmi com a governador. Es va iniciar llavors l'època dels anomenats sultans ocults, que seguien controlant el Djebal Marra. El primer sultà, Hasab, es va rendir al cap de poc a Zubayr i fou enviat a Egipte amb bon nombre de prínceps i notables furawis. El seu germà i successor, Bush, va dirigir la revolta però fou mort en la lluita per un fill de Zubayr, de nom Sulayman. Durant un parell d'anys semblava que la regió quedava controlada pels egipcis però el 1877 es va imposar una nova taxa, i va esclatar altre cop la revolta, dirigida per Harun, net de Muhammad Fadl (no és clar si és que fou fill de Bush) que va assetjar Al-Fashir però fou rebutjat i finalment mort al Djebal Marra el 1880 en lluita contra Nur Bey Muhammad Ankara (que després va entrar al servei del Mahdi). Va assolir la direcció de la revolta, Abd Allah Dud Banja un altre net de Muhammad Fadl.
El 1881 va esclatar la revolta de Muhàmmad Àhmad; molts funcionaris egipcis del Darfur simpatitzaven amb els rebels i el sultà del Djebal Marra al seu torn també era enemic dels egipcis com el Mahdi. El 1881 l'austríac Rudolf Carl von Slatin (conegut per Slatin Bey) fou enviat com a governador. Després de la conquesta de El Obeid pel Mahdi (gener de 1883), i la derrota de l'expedició de Hicks (novembre de 1883), el governador egipci de Darfur, Slatin, es va rendir (desembre) a Muhammad Bey Khalid, abans subgovernador a Dara i que havia estat nomenat agent del Mahdi a Darfur. El sultà Abd Allah Dud Banja fou capturat pels mahdistes i va esdevenir funcionari del Mahdi.
El 1885 va morir el Mahdi i el va succeir el califa Abdullahi. Fou el governador de Darfur, Muhammad Bey Khalid, el que va dirigir el cop d'estat contra el nou cap mahdista, aliat als parents del Mahdi difunt. Quan anava cap a Omdurman fou aturat a Bara (abril de 1886. Havia deixat a Darfur com a governador interí a Yusuf ibn Ibrahim, fill de l'antic sultà Ibrahim (el darrer sultà el 1874), i com que els fur, que no havien acceptat mai la pèrdua de la seva independència, va aprofitar la situació i es va revoltar, però després d'exercir el poder un mesos fou derrotat per un exèrcit dirigit per Uthman Adam, parent d'Abdullahi i governador de Kordofan (1888) i Yusuf va morir a la lluita. Uthman Adam, conegut per Djanu, va reunir al seu govern de Kordofan també el Darfur.
El 1888 es va revoltar al Darfur, al Dar Tama, un líder religiós o fakih messiànic, Abu Djummayza, que pretenia ocupar el càrrec vacant de successor d'Uthman (que havia estat rebutjat pel cap de la Sanusiyya el 1883); els mahdistes foren derrotats en dues batalles i aviat va dominar la major part del Darfur i Abu l-Khayrat ibn Ibrahim (germà de Yusuf) es va proclamar sultà i li va donar suport; però el cap rebel va morir al començament de l'any 1889 de varola i els seus seguidors foren derrotats en una batalla a la rodalia d'El-Facher (al-Fashir), la capital provincial (febrer de 1889) i només seguien en lluita els seguidors del sultà
Djanu (Uthman Adam) fou un governador eficaç mentre va governar, però va morir jove el setembre de 1890 i el govern de Darfur i Kordofan va passar conjuntament a mans de Mahmud Ahmad, un altre parent del khalifa. Abu l-Khayrat, que seguia rebel, va fugir al Djabal Marra on fou assassinat per un dels seus esclaus el 1891, i Mahmud Ahmad va restablir el domini mahdista a tot el territori, sotmetent també als bakkara que encara que inicialment havien estat partidaris del Mahdi, darrerament s'havien revoltat.
El 1894 una expedició belga procedent del Congo, va arribar a la part sud de la província i va signar un tractat amb un cap de la tribu dels farukis, però finalment els belgues es van retirar. El 1896, davant la pèrdua de Dongola davant els anglo-egipcis, el khalifa Abdullahi va cridar a Mahmud Ahmad de Kordofan-Darfur a Omdurman, per acudir amb totes les seves forces i dirigir les tropes contra l'expedició anglo-egípcia (que va enfonsar finalment l'estat mahdista el 1898). Ahmad tenia el seu quarter a al-Matamma o Metamma que era territori dels djaaliyyun (ashraf), i els habitants van refusar abandonar la ciutat, que el governador va haver d'ocupar per la força, però llavors va dubtar en avançar cap al nord a aturar als invasors que avançaven de manera regular al costat del riu. L'agost de 1897 els britànics entraven a Abu Hamad i el mateix mes el nus de camins de Berber va haver de ser evacuat pels mahdistes. Ahmad, davant de les desercions i la manca de provisions, es va veure forçat a avançar i les seves forces es van unir a les d'Osman Digna, i junts van presentar batalla sent derrotats a Atbara el 8 d'abril de 1898. Mahmud Ahmad fou fet presoner i els furs sota la seva dinastia tradicional no van tardar a recuperar el poder.
Ali Dinar ibn Zakariyya ibn Muhammad Fadl, que havia fet carrera amb els mahdistes, va aprofitar llavor per apoderar-se d'Al-Fashir, i va agafar el títol de sultà (21 de març de 1899) però formalment com a vassall del govern del condomini del Sudan Angloegipci a Khartum. Al mateix temps el que havia estat governador mahdista de Kabkabiyya des de l'època d'Adam, Sanin Husayn que era també príncep de la casa reial de Darfur, s'havia proclamat sultà el 1891 a la mort d'Abu l-Khayrat, i va intentar obtenir el suport del govern egipci sense èxit; fou derrotat finalment el 1908. Ali Dinar per la seva banda tenia dificultats per imposar la seva sobirania als bakkara i als estats tampons entre Darfur i Ouadai, problema agreujat el 1909 amb l'ocupació francesa de l'Altiplà d'Ouaddai, a la que va seguir la dels estats tampons (França només reconeixia el Darfur propi dins l'esfera d'influència del britànics). El govern del condomini va donar suport a Ali Dinar però els francesos van seguir endavant i finalment Darfur només va conservar el domini sobre l'estat de Dar al-Masalit un terç del qual encara fou cedit a França pel sobirà local el 1912. Una sèrie de greuges amb el governador del condomini d'una banda, i l'hostilitat dels francesos de l'altra, el van posar a la I Guerra Mundial al braços del sultà otomà. Ali Dinar va lluitar per la independència i va combatre amb èxit als egipcis i britànics amb el suport dels otomans, la bandera dels quals era usada per les forces del sultanat, fins que El 1916, amb el pretext de prevenir un atac des del Darfur, el govern del condomini va enviar tropes al sultanat que van derrotar l'exèrcit del sultà prop d'Al-Fashir el 22 de maig de 1916, batalla en la qual va morir el mateix Ali Dinar. El sultanat fou annexionat al Sudan Angloegipci; els sobirans egipcis van prendre el títols de sultans de Darfur el 1922.

## Governants de la província del període 1874-1898
- 24 d'octubre de 1874 - 1881 Hassan Bey Hilmi
- 1881 - desembre de 1883 Rudolf Carl von Slatin Bey (1857 - 1932)
- Desembre de 1883 - 1887 Muhammad Khalid
  - 1887 - 1888 Yusuf ibn Ibrahim (sultà)
- 1888 - setembre de 1890 Uthman Adam conegut per Djanu
- 1890 - 8 d'abril de 1898 1898 Mahmud Ahmad

## Llista de Sultans[nota 1]
- Ahmad el Quiet 1448/1449-1472/1473
- Rifaya 1472/1473-1491/1492
- Shaurd 1491/1492-1507/1508
- Ibrahim al-Dalil 1507/1508-1559/1560
- Sabun 1559/1560-1579/1580
- Idris Jal 1579/1580-1591/1592
- Kur 1591/1592-1592/1593
- Tindhim 1592/1593-1611/1612
- Sulbuta 1611/1612-1621/1622
- Abd al-Rahman Sarraf 1621/1622-1653/1654
- Rum Sam 1653/1654-1684/1685
- Wala Tuma 1684/1685-1688/1689
- Sulut (Sulaiman Solon)1688/1689-1701/1702
- Musa (fill) 1701/1702-1704/1705
- Muhammad Bulad 1704/1705-1707/1708
- Musa (segona vegada) 1707/1708-1715
- Ahmad Bakr (fill de Musa) 1715-1728/1729
- Ismail Abu Harrana 1728/1729-1741/1742
- Muhammad Harrana (Muhammad Dawra) 1741/1742-1746/1747 (fill d'Ahmad Bakr)
- Umar Layl (fill) 1746/1747-1753/1754
- Abul Qasim (oncle) 1753/1754-1762/1763
- Muhammad Tayrab (germà) 1762/1763-1787/1788
- Ishaq 1787/1788-1789/1790
- Abd al-Rahman ben Rashid (nebot de Tayrab) 1789/1790-1799/1800
- Muhammad Fadl (fill) 1799/1800-1838
- Muhammad Hussain (fill) 1838-1873
- Ibrahim (fill) 1873-1874
- Annexió egípcia, Darfur esdevé una província 23 d'octubre de 1874

Sultans ocults (sota ocupació egípcia i després -des de desembre de 1883- del Mahdi):
- Hasan Allah ibn Muhammad Fadl (germà de Muhammada Husain) 1874
- Sayf al-Din Bush ibn Muhammad Fadl (germà) 1874-1876
- Sayf al-Din Muhammad Harun al-Rashid ibn Sayf al-Din Bush (nebot) 1876-1880
- Abdallah Dud Banja ibn Bakr ibn Muhammad Fadl (cosí germà) 1880-1887
- Yusf ibn Ibrahim (fill d'Ibrahim) 1887-14 de febrer de 1888
- Abul Khayrat ibn Ibrahim (germà) 1888-1891
- Sanin Husayn 1891-1908 (en rebel·lió)
- Ali Dinar ibn Zakariyya ibn Muhammad Fadl (cosí germà de Dud Banja) 1898-1899

Sultanat restablert:
- Ali Dinar ibn Zakariyya ibn Muhammad Fadl (1865-1916) 21 de març de 1899 - 22 de maig de 1916
- 22 de maig de 1916 annexionat al Sudan Angloegipci.

En la cronologia dels sultans i hi ha diverses versions entre vers 1600 el 1874, sent les diferències considerables segons les fonts. La llista de sultans és la següent (entre parèntesis dates alternatives):
- 1603 - 1637 (1640-1660) Sulayman Solong (Sulayman l'àrab)
- 1637 - 1682 Musa ibn Sulayman
- 1682 - 1722 Ahmad Bakr ibn Musa
- 1722 - 1732 Muhammad I Dawra ibn Ahmad Bakr
- 1732 - 1739 (1743/1744-1740/1750) Umar Lele ibn Muhammad Dawra
- 1739 - 1756 (1749/1750-1756/1757) Abul Kasim ibn Ahmad Bakr
- 1756 - 1785 (1756/1757-1787) Muhammad II Tayrab ibn Ahmad Bakr
- 1785 - 1799 (1787-1800/1801) Abd al-Rahman ibn al-Rashid ibn Ahmad Bakr
- 1799 - 1839 (1800/1801-1838/1839) Muhammad III Fadl ibn Abd al-Rahman
- 1839 - Abril de 1873 Muhammad IV Husayn ibn Muhammad Fadl
- 1839 - 1843 Muhammad Abu Madyan (en rebel·lió)
- 21 d'abril de 1873 - 23 d'octubre de 1874 Ibrahim Qarad Koyko ibn Muhammad Husayn